# Anorthotiko Komma Ergazomenou Laou
Das Anorthotiko Komma Ergazomenou Laou (AKEL; griechisch Ανορθωτικό Κόμμα Εργαζόμενου Λαού, ΑΚΕΛ, Fortschrittliche Partei des arbeitenden Volkes oder Fortschrittspartei des werktätigen Volkes) ist eine linke Partei der Republik Zypern. Die AKEL war ursprünglich die Kommunistische Partei Zyperns. Sie wurde später eine Vertreterin des vom sowjetisch geprägten Kommunismus der Ostblockstaaten unabhängigen Eurokommunismus, bevor sie sich zunehmend sozialdemokratisierte. Von 2008 bis 2013 stellte sie mit Dimitris Christofias den Staatspräsidenten.
Die AKEL kämpft für ein unabhängiges, demilitarisiertes und blockfreies Zypern und für eine föderale Lösung des Zypernkonfliktes. Die Partei legt besonderen Nachdruck auf eine Wiederannäherung mit den Zyperntürken. Sie war gegen den EU-Beitritt der Republik Zypern und hatte Bedenken gegenüber der Übernahme der Euro-Währung. Obwohl sie nominell eine kommunistische Partei ist, stellte sie während ihrer Regierungszeit 2008–2013 die in der Republik Zypern herrschende Marktwirtschaft nicht in Frage.

## Geschichte

### Gründung
Die Partei wurde 1926 als Kommunistische Partei Zyperns (KKK) gegründet. Die KKK trat für die Unabhängigkeit von Zypern ein und lehnte die Hauptforderung der meisten nichtkommunistischen Zyperngriechen, den Anschluss Zyperns an Griechenland (Enosis = Vereinigung) ab. Nach nationalen Aufständen und den ihnen folgenden Einschränkungen der Bürgerrechte durch die britische Kolonialverwaltung wurde die Partei 1931 verboten. Sie ging daraufhin in den Untergrund und konnte ihre Aktivitäten schrittweise wieder ausbauen. 1941 gründeten Mitglieder der Führungsriege der Untergrund-KKK die AKEL. Bei den ersten Kommunalwahlen von 1943 wurden die AKEL-Kandidaten Ploutis Servas und Adam Adamantos in Limassol und Famagusta zum Bürgermeister gewählt.
Anders als ihre Vorgängerin lehnte AKEL die Enosis nicht ab, sondern verlangte einen stufenweisen Prozess, angefangen bei der Einführung einer Verfassung und einer weitgehenden Autonomie als britische Kolonie, bis hin zur vollständigen Selbstbestimmung und der Enosis. Nach dem Scheitern einer verfassungsgebenden Versammlung änderte die AKEL 1949 ihre Parteilinie wieder und forderte die sofortige Enosis ohne Zwischenschritte.

### Verfolgung durch griechische und türkische Nationalisten
In den späten 1950er Jahren sah sich die Partei der gewalttätigen Vorgehensweise der antibritischen Widerstandsbewegung EOKA ausgesetzt. Obwohl über beide Parteien ein Verbot verhängt worden war, beschuldigte die EOKA die AKEL der Kollaboration mit den Briten. Die EOKA ermordete mehrere AKEL-Mitglieder wegen „Verrats“, wie etwa den AKEL-Anhänger Savas Menikou, der zu Tode gesteinigt wurde. Die AKEL warf der EOKA-Führung ihrerseits Antikommunismus vor, insbesondere da der EOKA-Anführer Georgios Grivas im Griechischen Bürgerkrieg auf der Seite der konservativen griechischen Regierung gekämpft hatte.
1958 forderte die zyperntürkische nationalistische Organisation TMT Zyperntürken auf, die AKEL zu verlassen. Der Herausgeber der Arbeiterzeitung Fazıl Önder wurde umgebracht und der Leiter der türkischen Abteilung der der AKEL nahestehenden Gewerkschaft PEO Ahmet Sadi floh aus Todesangst nach Großbritannien. 1965 ermordete die TMT Derviş Ali Kavazoğlu, den letzten Zyperntürken im Zentralkomitee der AKEL.

### Nach der Unabhängigkeit
Nach der Unabhängigkeit unterstützte die AKEL bei den ersten Präsidentschaftswahlen Ioannis Kliridis (Vater des späteren Präsidenten Glafkos Klerides), der gegen den Erzbischof Makarios III. antrat. 1988 unterstützte sie die erfolgreiche Präsidentschaftskandidatur des parteilosen liberalen Unternehmers Georges Vassiliou. 1998 sprach sie sich für den ebenfalls parteilosen Diplomaten Georgios Iacovou aus, der allerdings im zweiten Wahlgang knapp scheiterte.
Bei den Parlamentswahlen vom 27. Mai 2001 erhielt die Partei 34,7 % der abgegebenen Stimmen und 20 von 56 Mandaten, damit war sie stärkste Kraft im Repräsentantenhaus. Mit Dimitris Christofias wurde mit Unterstützung der Sozialdemokratischen Bewegung (EDEK) und der in der Mitte positionierten Demokratischen Partei (DIKO) erstmals ein Kommunist zum Parlamentspräsidenten der Republik Zypern gewählt. 2003 unterstützte AKEL die erfolgreiche Präsidentschaftskandidatur von Tassos Papadopoulos von der DIKO. Wie Papadopoulos rief AKEL beim Referendum über den Annan-Plan zur Wiedervereinigung Zyperns zu einem Nein-Votum auf. Bei den Parlamentswahlen 2006 verlor die AKEL zwei Sitze, blieb aber mit 31,1 % stärkste Kraft und stellte vier Minister in der Regierung Papadopoulos. Die Parlamentswahlen 2011 gewann zwar die konservative Dimokratikos Synagermos (DISY) mit 34,3 % der Stimmen, aber auch die AKEL konnte mit einem Stimmenanteil von 32,7 % einen Sitz im Parlament dazugewinnen und hatte damit 19 Sitze im Repräsentantenhaus von Zypern erreicht.

### Regierung Christofias
Ein großer Erfolg war die Präsidentschaftswahl 2008, aus deren erstem Wahlgang Christofias zunächst mit den zweitmeisten Stimmen hervorging. Die folgende Stichwahl, bei der er die Unterstützung der DIKO des scheidenden Präsidenten Papadopoulos und der sozialdemokratischen EDEK hatte, gewann er mit 53 % gegen den konservativen Kandidaten Ioannis Kasoulidis. Er wurde das erste kommunistische Staatsoberhaupt der Republik Zypern. Christofias bildete eine Koalitionsregierung aus AKEL, DIKO und Sozialdemokraten. Er erklärte die Wiedervereinigung der Insel zum wichtigsten Ziel. Unter seiner Führung verbesserte die Republik Zypern außerdem ihr Verhältnis zu Russland. 2011 nahm die Regierung russische Finanzhilfe in Form eines Kredits in Höhe von 2,5 Milliarden Euro in Anspruch. Nach der schweren Munitionsexplosion auf der Marinebasis Evangelos Florakis zerbrach die Koalition im August 2011 und AKEL stellte anschließend allein eine Minderheitsregierung. Bei der Präsidentschaftswahl 2013 trat Christofias nicht mehr an. Der AKEL-Kandidat Stavros Malas unterlag dem Konservativen Nikos Anastasiadis in der Stichwahl mit 42,5 %.
Im Europäischen Parlament wird die AKEL von Adamos Adamou und Kyriakos Triantaphyllides vertreten. Sie ist Mitglied der Konföderalen Fraktion der Vereinigten Europäischen Linken/Nordische Grüne Linke und besitzt bei der Europäischen Linkspartei Beobachterstatus.

## Generalsekretäre
- 1936–1945: Ploutis Servas
- 1945–1949: Fifis Ioannou
- 1949–1989: Ezekias Papaioannou (ein Veteran des Spanischen Bürgerkriegs)
- 1989–2009: Dimitris Christofias
- seit 2009: Andros Kyprianou

## Wahlergebnisse
| Jahr | Wahl                | Stimmen                 | %       | Sitze            |
| ---- | ------------------- | ----------------------- | ------- | ---------------- |
| 1960 | Parlamentswahl 1960 | 51.719                  | 37,71 % | 5/35             |
| 1970 | Parlamentswahl 1970 | 68.229                  | 34,10 % | 9/35             |
| 1976 | Parlamentswahl 1976 | 264.005 von 1.242.476 1 | 71,89 % | 9/35 von 34/35 1 |
| 1981 | Parlamentswahl 1981 | 95.364                  | 32,77 % | 12/35            |
| 1985 | Parlamentswahl 1985 | 87.628                  | 27,43 % | 15/56            |
| 1991 | Parlamentswahl 1991 | 104.771                 | 30,63 % | 18/56            |
| 1996 | Parlamentswahl 1996 | 121.958                 | 33,00 % | 19/56            |
| 2001 | Parlamentswahl 2001 | 142.648                 | 34,71 % | 20/56            |
| 2004 | Europawahl 2004     | 93.212                  | 27,89 % | 2/6              |
| 2006 | Parlamentswahl 2006 | 131.066                 | 31,13 % | 18/56            |
| 2009 | Europawahl 2009     | 106.922                 | 34,90 % | 2/6              |
| 2011 | Parlamentswahl 2011 | 132.171                 | 32,67 % | 19/56            |
| 2014 | Europawahl 2014     | 69.852                  | 26,98 % | 2/6              |
| 2016 | Parlamentswahl 2016 | 90.204                  | 25,67 % | 16/56            |
| 2019 | Europawahl 2019     | 77.241                  | 27,49 % | 2/6              |
| 2021 | Parlamentswahl 2021 | 79.913                  | 22,34 % | 15/56            |